# Fort Johnson
Fort Johnson é uma instalação do Exército dos Estados Unidos localizada em Vernon Parish, Louisiana. Dentro do campo está situado o aeroporto de Fort Johnson